# Sonia Molina-Prados
Sonia Molina-Prados (Manzanares, 14 de julio de 1993) es una deportista española que compite en atletismo, especialista en las carreras de velocidad.
Ha participado a nivel absoluto en el Campeonato Mundial de Atletismo de 2022 y en el Campeonato Europeo de Atletismo de 2022. Fue campeona de España sub-23 de los 200 m en 2013 (aire libre) y 2014 (pista cubierta).
Formó parte del relevo 4 × 100 m que clasificó por tiempo para participar en los Juegos Olímpicos de París 2024.